# Макленнан, Роберт
Роберт Адам Росс Макленнан, барон Макленнан из Рогарта (англ. Robert Maclennan, Baron Maclennan of Rogart; 26 июня 1936 — 18 января 2020) — британский политик, последний лидер социал-демократической партии, выступал на переговорах, которые привели к её слиянию с Либеральной партией в 1988 году. Временный лидер партии либеральных демократов. С 1966 по 2001 год — член палаты лордов.

## Ранняя жизнь
Родился 26 июня 1936 года. Отец Макленнана, сэр Гектор Макленнан, был известным гинекологом и акушером. Мать, Изобель Адам, также была врачом и активисткой общественного здравоохранения. Получал образование в Академии Глазго; Баллиол-колледже; Тринити-колледже, Кембридже и Колумбийском университете.

## В парламенте
Стал членом парламента от избирательного округа Кейтнесс и Сазерленд в 1966 году и занимал этот пост до 1997 года; после изменения границ с 1997 по 2001 год представлял округ Кейтнесс, Сазерленд и Пасха Рос.
Барон Макленнан был избран членом лейбористской партии Великобритании и занимал должность младшего министра в лейбористском правительстве в 1974—1979 годах. В 1981 году перешёл на должность члена-основателя СДП. Он был одним из немногих депутатов СДП, сохранивших свои места на всеобщих выборах 1983 года, а в 1988 году занимал пост временного главы либеральных демократов. Позднее Макленнан представлял либерал-демократов на «передней скамье» парламента. С 1994 по 1998 год — председатель партии. В 1997 году назначен в Тайный совет Великобритании.
После проведения парламентских выборов в Великобритании 2001 года был переведён в Палату лордов, возведён в ранг барона Макленнана из Рогарта. В Палате лордов до 2015 года представлял Шотландию.

## Смерть
Макленнан умер в возрасте 83 лет, о чём было сообщено 18 января 2020 года.